# Secrets of Sulphur Springs
Secrets of Sulphur Springs (Secretos en Sulphur Springs en Hispanoamérica y Los secretos de Sulphur Springs en España) es una serie de televisión de drama y misterio estadounidense. Se estrenó en Disney Channel el 15 de enero de 2021. La serie está ambientada en la ciudad ficticia de Sulphur Springs en Luisiana. Secrets of Sulphur Springs es de la escritora y productora ejecutiva Tracey Thomson. Charles Pratt Jr. también se desempeña como productor ejecutivo. En abril de 2021, la serie se renovó para una segunda temporada. La cual fue estrenada el 14 de enero de 2022 en los Estados Unidos en el canal de Disney Channel USA que está compuesta por 8 episodios, el 7 de febrero de 2022 la serie fue renovada para una tercera temporada que se estrenó el 24 de marzo de 2023. El 31 de enero de 2024 se anunció que Disney Channel había cancelado la serie luego de 3 temporadas.

## Sinopsis
Después de que su padre compra un hotel abandonado, Griffin Campbell, de 12 años, se muda al Tremont en Sulphur Springs, Luisiana. Este hotel, supuestamente, está embrujado por Savannah Dillon, una campista del Tremont Camp que desapareció hace treinta años. Con su nueva mejor amiga Harper, de su nueva escuela, descubren un portal que los lleva treinta años atrás, hasta 1990, y lo utilizan para conocer y averiguar qué le pasó a Savannah Dillon.

## Reparto

### Principales
- Preston Oliver como Griffin Campbell, un niño cuya familia se muda de Chicago al Hotel Tremont, el cual supuestamente está embrujado por Savannah Dillon.
- Kyliegh Curran como Harper Marie Dunn, la nueva mejor amiga de Griffin que la ayuda a descubrir sobres si los rumores del fantasma del hotel son ciertos.
- Elle Graham como Savannah Dillon, la chica que desapareció misteriosamente treinta años antes del comienzo de la serie, y Griffin y Harper tienen que averiguar qué le pasó.
- Madeleine McGraw como Zoey Campbell, la hermana menor de Griffin y la gemela de Wyatt.
- Landon Gordon como Wyatt Campbell, el hermano menor de Griffin y el gemelo de Zoey.
- Kelly Frye como Sarah Campbell, la madre de Griffin que sabe lo difícil que es su mudanza para la familia.
- Josh Braaten como Bennett «Ben» Campbell Jr., el padre de Griffin quien oculta un secreto a la familia.
  - Jake Melrose lo retrata como un niño.
- Diandra Lyle como Jessica «Jess» Dunn, la madre de Harper.
  - Izabela Rose la interpreta de niña.
- Bryant Tardy como Topher Dunn, el hermano menor de Harper.

### Secundarios e invitados
- Jim Gleason como Bennett Campbell Sr., El abuelo de Griffin, Zoey y Wyatt.
- Trina LaFargue como Becky, consejera del campamento Tremont.
- Sherri Marina como Mrs. Douglas (temporada 1), maestra de la secundaria Sulphur Springs. Este es uno de los últimos personajes que interpretó Marina, antes de su muerte.[3]

## Producción
Originalmente titulada Sulphur Springs, el proyecto se desarrolló como un piloto para Disney Channel; Más tarde se lanzó en Disney+, donde recibió un pedido de serie contingente al reparto. La serie entró en preproducción, pero el proceso de selección del reparto no tuvo éxito y Disney+ aprobó la serie. Para mayo de 2019, el desarrollo de la serie se había trasladado del servicio de streaming a Disney Channel, y el casting continuó para la serie, que ahora se produce como piloto; En este punto, se habían cumplido dos roles. Desarrollada originalmente como una serie de una hora, el programa se redujo más tarde a un formato de media hora. En octubre de 2019, la cadena ordenó oficialmente la serie para una temporada de once episodios.
La producción estaba programada para comenzar en Nueva Orleans en 2020. La filmación comenzó en Luisiana en enero de 2020 y se detuvo el 23 de febrero de 2020 debido a la pandemia de COVID-19 en los Estados Unidos. El rodaje de la temporada se completó entre el 5 de octubre y el 6 de noviembre de 2020. El 23 de abril de 2021, Disney Channel renovó la serie para una segunda temporada.

## Episodios
| Temporada | Temporada | Episodios | Estados Unidos      | Estados Unidos        | Latinoamérica       | Latinoamérica       | España                 | España                 |
| Temporada | Temporada | Episodios | Comienzo            | Final                 | Comienzo            | Final               | Comienzo               | Final                  |
| --------- | --------- | --------- | ------------------- | --------------------- | ------------------- | ------------------- | ---------------------- | ---------------------- |
|           | 1         | 11        | 15 de enero de 2021 | 12 de marzo de 2021   | 18 de junio de 2021 | 18 de junio de 2021 | 12 de octubre de 2021  | 12 de octubre de 2021  |
|           | 2         | 8         | 14 de enero de 2022 | 25 de febrero de 2022 | 27 de abril de 2022 | 27 de abril de 2022 | 2 de noviembre de 2022 | 2 de noviembre de 2022 |
|           | 3         | 8         | 24 de marzo de 2023 | 5 de mayo de 2023     | 12 de julio de 2023 | 12 de julio de 2023 | 24 de marzo de 2023    | 24 de marzo de 2023    |

## Audiencias
| Temporada | Episodios | Primera emisión     | Primera emisión      | Última emisión        | Última emisión       | Prom. de espectadores (millones) |
| Temporada | Episodios | Fecha               | Audiencia (millones) | Fecha                 | Audiencia (millones) | Prom. de espectadores (millones) |
| --------- | --------- | ------------------- | -------------------- | --------------------- | -------------------- | -------------------------------- |
| 1         | 11        | 15 de enero de 2021 | 0.52                 | 12 de marzo de 2021   | 0.58                 | 0.48                             |
| 2         | 8         | 14 de enero de 2022 | —                    | 25 de febrero de 2022 | —                    | 0.39                             |
| 3         | 8         | 24 de marzo de 2023 | —                    | 5 de mayo de 2023     | —                    | 0.14                             |